# Teemu Selänne
Teemu Ilmari Selänne, född 3 juli 1970 i Helsingfors, Finland, är en finländsk-amerikansk före detta professionell ishockeyspelare som sedan 2005 spelade i NHL-laget Anaheim Ducks. Selänne inledde sin ishockeykarriär i Espoon palloseura och EJK innan han flyttade till Jokerit och valdes av Winnipeg Jets som nummer 10 i den första rundan av 1988 års NHL Entry Draft. Han har blivit vald till Finlands bästa ishockeyspelare vid sju tillfällen: 1993, 1996, 1997, 1998, 1999, 2000 och 2006. Under OS i Vancouver 2010 blev Selänne den spelare som gjort flest poäng i OS-sammanhang när han i sin 27:e OS-match gjorde sin 37:e poäng, fördelat på 20 mål och 17 assists.

## Spelarkarriär
Under debutsäsongen i NHL 1992-93 gjorde Selänne 76 mål och totalt 132 poäng på 84 matcher och blev den spelare som gjort flest mål och poäng under sin första säsong i NHL. Han vann även Calder Memorial Trophy som årets bästa nykomling. Han spelade kvar i Jets till februari 1996 då han byttes till Anaheim Ducks tillsammans med Marc Chouinard i utbyte mot Chad Kilger, Oleg Tverdovsky samt ett val i tredje rundan och ett i fjärde av 1996 års NHL Entry Draft (Per-Anton Lundström och Kim Staal). Under fem och en halv säsong i Anaheim gjorde han över 100 poäng två gånger och mer än 50 mål två gånger. I mars 2001 byttes han till Colorado Avalanche mot Jeff Friesen, Steve Shields och ett val i andra rundan av 2003 års NHL Entry Draft (Vojtech Polak). Under tiden i Sharks gjorde Selänne inte lika mycket poäng som tidigare, 64 som mest säsongen 2002-03. Efter en säsong i Colorado Avalanche 2003-04 och spel i Jokerit under lockout-säsongen återvände han till Anaheim Ducks i augusti 2005. I februari 2006 gjorde Selänne sin 1000:e poäng i NHL, och den 26 november 2006 blev Selänne den 35:e spelaren i NHL och den andre finländaren efter Jari Kurri att göra 500 mål under karriären.
När han gjorde två mål mot Vancouver Canucks den 11 mars 2007 blev Selänne den första spelaren över 35 att göra 40 mål på en säsong. Selänne som var den bästa offensiva spelaren i Anaheim Ducks under säsongen slutade på en tredje plats i målligan 2006-07. Hans mål på övertid mot Detroit Red Wings i Conference-finalens femte match var en stor bidragande orsak till att laget tog sig till Stanley Cup-final. I finalen besegrade Anaheim Ottawa Senators och tog sin första Stanley Cup-seger. 17 februari 2010 blev Selänne med sin 670:e poäng i sin 563:e match i Anaheim Ducks den främsta poängplockaren i klubbens historia, en poäng mer än Paul Kariya. Selänne gjorde sitt 600:e mål i NHL 21 mars 2010 och blev därmed den 18:e spelaren att nå den milstolpen.
Selänne meddelade efter matchen mot Tre Kronor i VM 2008 att han skulle sluta spela i landslaget. Han deltog ändå i OS 2010 (hans femte OS-turnering) och har senare meddelat intresse för att i framtiden fortsätta representera landslaget.

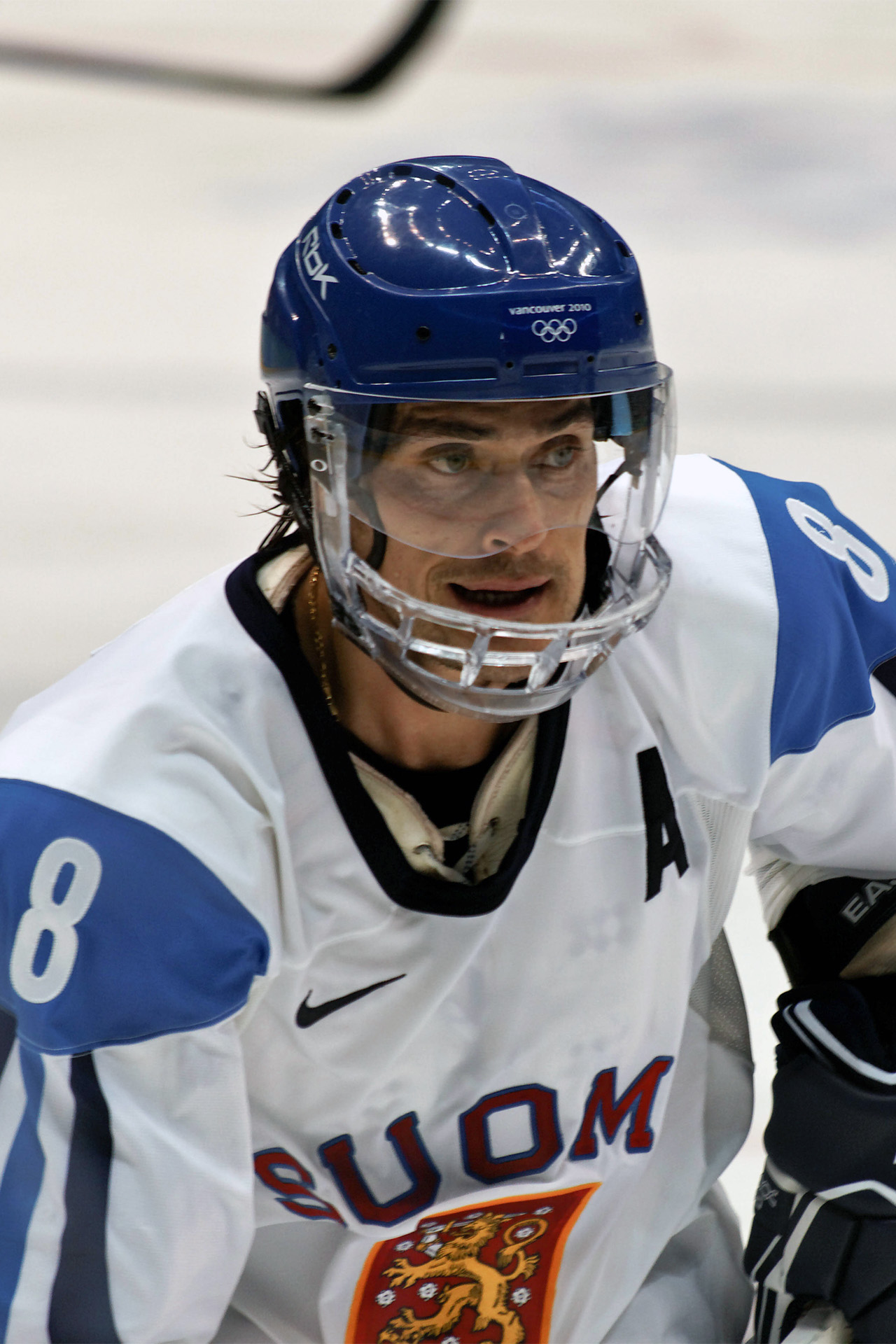
Teemu Selänne i OS 2010.

Teemu Selänne gjorde sin sista landslagsmatch 22 februari 2014 då han ledde de finländska Lejonen till en 5-0-seger mot USA i bronsmatchen i OS i Sotji, Ryssland.
Selänne avslutade sin karriär efter säsongen 2013/2014.

## Meriter
- Calder Memorial Trophy: 1993
- Bronsmedalj i vinter-OS 1998
- Maurice "Rocket" Richard Trophy: 1998, 1999
- Silvermedalj i vinter-OS 2006
- Bill Masterton Memorial Trophy: 2006
- Silvermedalj i World Cup 2004
- Stanley Cup 2007
- Bronsmedalj i VM 2008
- Bronsmedalj i vinter-OS 2010
- Bronsmedalj i vinter-OS 2014

## Statistik

### Klubbkarriär
| 1986-87     | Jokerit Jr.             | Fin-Jr.     | 33   | 10  | 12  | 22   | 8   | –   | –  | –  | –  | –  |
| 1987-88     | Jokerit Jr.             | Fin-Jr.     | 33   | 43  | 23  | 66   | 18  | 5   | 4  | 3  | 7  | 2  |
| 1988-89     | Jokerit Jr.             | Fin-Jr.     | 3    | 8   | 8   | 16   | 4   | –   | –  | –  | –  | –  |
| 1989-90     | Jokerit                 | FM-L        | 11   | 4   | 8   | 12   | 0   | –   | –  | –  | –  | –  |
| 1990-91     | Jokerit                 | FM-L        | 42   | 33  | 25  | 58   | 12  | –   | –  | –  | –  | –  |
| 1991-92     | Jokerit                 | FM-L        | 44   | 39  | 23  | 62   | 20  | 10  | 10 | 7  | 17 | 18 |
| 1992-93     | Winnipeg Jets           | NHL         | 84   | 76  | 56  | 132  | 45  | 6   | 4  | 2  | 6  | 2  |
| 1993-94     | Winnipeg Jets           | NHL         | 51   | 25  | 29  | 54   | 22  | –   | –  | –  | –  | –  |
| 1994-95     | Jokerit                 | FM-L        | 20   | 7   | 12  | 19   | 6   | –   | –  | –  | –  | –  |
| 1994-95     | Winnipeg Jets           | NHL         | 45   | 22  | 26  | 48   | 2   | –   | –  | –  | –  | –  |
| 1995-96     | Winnipeg Jets           | NHL         | 51   | 24  | 48  | 72   | 18  | –   | –  | –  | –  | –  |
| 1995-96     | Mighty Ducks of Anaheim | NHL         | 28   | 16  | 20  | 36   | 4   | –   | –  | –  | –  | –  |
| 1996-97     | Mighty Ducks of Anaheim | NHL         | 78   | 51  | 58  | 109  | 34  | 11  | 7  | 3  | 10 | 4  |
| 1997-98     | Mighty Ducks of Anaheim | NHL         | 73   | 52  | 34  | 86   | 30  | –   | –  | –  | –  | –  |
| 1998-99     | Mighty Ducks of Anaheim | NHL         | 75   | 47  | 60  | 107  | 30  | 4   | 2  | 2  | 4  | 2  |
| 1999-00     | Mighty Ducks of Anaheim | NHL         | 79   | 33  | 52  | 85   | 12  | –   | –  | –  | –  | –  |
| 2000-01     | Mighty Ducks of Anaheim | NHL         | 61   | 26  | 33  | 59   | 36  | –   | –  | –  | –  | –  |
| 2000-01     | San Jose Sharks         | NHL         | 12   | 7   | 6   | 13   | 0   | 6   | 0  | 2  | 2  | 0  |
| 2001-02     | San Jose Sharks         | NHL         | 82   | 29  | 25  | 54   | 40  | 12  | 5  | 3  | 8  | 2  |
| 2002-03     | San Jose Sharks         | NHL         | 82   | 28  | 36  | 64   | 30  | –   | –  | –  | –  | –  |
| 2003-04     | Colorado Avalanche      | NHL         | 78   | 16  | 16  | 32   | 32  | 10  | 0  | 3  | 3  | 2  |
| 2004-05     | Jokerit                 | FM-L        | –    | –   | –   | –    | –   | –   | –  | –  | –  | –  |
| 2005-06     | Mighty Ducks of Anaheim | NHL         | 80   | 40  | 50  | 90   | 44  | 16  | 6  | 8  | 14 | 2  |
| 2006-07     | Anaheim Ducks           | NHL         | 82   | 48  | 46  | 94   | 82  | 21  | 5  | 10 | 15 | 10 |
| 2007–08     | Anaheim Ducks           | NHL         | 26   | 12  | 11  | 23   | 8   | 6   | 2  | 2  | 4  | 6  |
| 2008–09     | Anaheim Ducks           | NHL         | 65   | 27  | 27  | 54   | 36  | 13  | 4  | 2  | 6  | 4  |
| 2009–10     | Anaheim Ducks           | NHL         | 54   | 27  | 21  | 48   | 16  | –   | –  | –  | –  | –  |
| 2010–11     | Anaheim Ducks           | NHL         | 73   | 31  | 49  | 80   | 49  | 6   | 6  | 1  | 7  | 12 |
| 2011–12     | Anaheim Ducks           | NHL         | 82   | 26  | 40  | 66   | 50  | –   | –  | –  | –  | –  |
| NHL totalt  | NHL totalt              | NHL totalt  | 1341 | 663 | 743 | 1406 | 620 | 111 | 41 | 38 | 79 | 52 |
| FM-L totalt | FM-L totalt             | FM-L totalt | 117  | 83  | 68  | 151  | 38  | 10  | 10 | 7  | 17 | 18 |

### Internationellt
| År                     | Lag                    | Turnering              | Matcher | Mål | Assists | Poäng | Utv. |
| ---------------------- | ---------------------- | ---------------------- | ------- | --- | ------- | ----- | ---- |
| 1991                   | Finland                | VM                     | 10      | 6   | 5       | 11    | 2    |
| 1991                   | Finland                | CC                     | 6       | 1   | 1       | 2     | 2    |
| 1992                   | Finland                | OS                     | 8       | 7   | 4       | 11    | 6    |
| 1996                   | Finland                | VM                     | 6       | 5   | 3       | 8     | 0    |
| 1996                   | Finland                | WC                     | 4       | 3   | 2       | 5     | 0    |
| 1998                   | Finland                | OS                     | 5       | 4   | 6       | 10    | 8    |
| 1999                   | Finland                | VM                     | 10      | 3   | 8       | 11    | 2    |
| 2002                   | Finland                | OS                     | 4       | 3   | 0       | 3     | 2    |
| 2003                   | Finland                | VM                     | 7       | 8   | 3       | 11    | 2    |
| 2004                   | Finland                | WC                     | 6       | 1   | 3       | 4     | 4    |
| 2006                   | Finland                | OS                     | 8       | 6   | 5       | 11    | 4    |
| 2008                   | Finland                | VM                     | 9       | 3   | 4       | 7     | 12   |
| 2010                   | Finland                | OS                     | 6       | 0   | 2       | 2     | 0    |
| VM totalt              | VM totalt              | VM totalt              | 42      | 23  | 23      | 46    | 18   |
| OS totalt              | OS totalt              | OS totalt              | 31      | 20  | 17      | 37    | 20   |
| WC + CC totalt         | WC + CC totalt         | WC + CC totalt         | 16      | 5   | 6       | 11    | 6    |
| Internationellt totalt | Internationellt totalt | Internationellt totalt | 89      | 48  | 46      | 94    | 44   |